# Точкове джерело
Точкове джерело — це єдине локалізоване джерело чогось ідентифікованого. Точкове джерело має незначну міру, що відрізняє його від інших геометрій джерела. Джерела називають точковими джерелами, оскільки в математичному моделюванні ці джерела зазвичай можуть бути наближені до математичних точок для спрощення аналізу.
Фактичне джерело не повинно бути фізично малим, якщо його розмір незначний щодо інших масштабів довжини. Наприклад, в астрономії зірки звичайно трактуються як точкові джерела, хоча вони насправді набагато більші, ніж Земля .
У трьох вимірах щільність чогось, що виходить з точкового джерела, зменшується пропорційно оберненому квадрату відстані від джерела, якщо розподіл ізотропний, і немає поглинання чи інших втрат.

## Математика
У математиці точкове джерело — особливість, з якої випливає потік векторного поля. Незважаючи на те, що подібні особливості не існують у спостережуваному Всесвіті, математичні точкові джерела часто використовуються як наближення до реальності у фізиці та інших галузях.

## Світло
Як правило, джерелом світла можна вважати точкове джерело, якщо роздільна здатність інструменту для зображення є занадто низькою, щоб визначити видимий розмір джерела. Є два типи та джерела світла: точкове джерело та розширене джерело.
Математично об'єкт може вважатися точковим джерелом, якщо його кутовий розмір, {\displaystyle \theta }, набагато менший, ніж роздільна потужність телескопа: </br> {\displaystyle \theta <<\lambda /D}, </br> де {\displaystyle \lambda } — довжина хвилі світла і {\displaystyle D} — діаметр телескопа.
Приклади:
- Світло далекої зірки видно через невеликий телескоп
- Світло, що проходить через щілину або іншу невелику діафрагму, розглядається з відстані, значно більшої за розмір отвору

## Електромагнітне випромінювання
Джерела радіохвилі, менші ніж одна довжина радіохвилі, також зазвичай розглядаються як точкові джерела. Радіовикиди, що утворюються за допомогою нерухомого електричного кола, зазвичай поляризовані, виробляючи анізотропне випромінювання. Якщо розповсюджувальне середовище не має втрат, потужність випромінювання в радіохвилях на заданій відстані все одно буде змінюватися як обернена площа відстані, якщо кут залишається постійним до поляризації джерела.
Гамма-випромінювання та джерела рентгенівських променів можна розглядати як точкові джерела. Радіологічне забруднення та ядерні джерела часто є точковими джерелами. Це має важливе значення для фізичного здоров'я та радіаційного захисту .
Приклади:
- Радіоантени часто за розміром є менше, ніж одна довжина хвилі, хоча вони мають багато метрів
- Пульсари розглядаються як точкові джерела, коли їх спостерігають за допомогою радіотелескопів
- У ядерній фізиці «гаряча точка» є точковим джерелом випромінювання

## Звук
Звук — коливальна хвиля тиску . Коли тиск коливається вгору і вниз, джерело аудіоточки по черзі виступає джерелом точки рідини, а потім точкою текучого середовища. (Такого об'єкта не існує фізично, але часто є хорошою спрощеною моделлю для розрахунків.)
Приклади:
- Сейсмічна вібрація в результаті локалізованого сейсмічного експерименту в пошуках нафти
- Шумове забруднення від реактивного двигуна в масштабному дослідженні шумового забруднення
- Гучномовець може розглядатися як точкове джерело при вивченні акустики оголошень про аеропорт

## Забруднення
Джерела різних типів забруднення часто розглядаються як точкові джерела в масштабних дослідженнях забруднення.